# Japanerdrengen
Japanerdrengen er en amerikansk stumfilm fra 1918 af William Worthington.

## Medvirkende
- Sessue Hayakawa som Yukio
- Marin Sais som Edna Kingston
- Howard Davies som John Milton
- Mary Anderson som Helen Milton
- Tsuru Aoki som Saki San